# Tha mi sgìth

Tha mi sgìth 's mi leam fhìn (en gaélique écossais, « Je suis fatigué(e) et je suis seul(e) »), est une vieille chanson gaélique. 
La mélodie est aussi connue sous les noms suivants : 
- The bracken Highland fling (« le Highland fling des fougères » : un Highland fling est une danse traditionnelle des Highlands)
- Buain na rainich, Buinn y renniagh, Cutting bracken, Cutting ferns, Heavin’ bracken, Pulling bracken, Pulling the bracken, (« couper ou récolter les fougères »)
- Dulaman, Dúlamán (en irlandais, « Algues » : en Irlande, on pratiquait la récolte des algues à des fins diverses, notamment alimentaires)
- Faery’s lament,  (« la complainte de la fée »)
- The weary maid (« la jeune fille fatiguée »)

La mélodie a aussi des similitudes avec la jig Drummond Castle, figurant dans le recueil de danses de salon à l'usage du Duc de Perth.
D'après Alan Stivell, Tha mi sgìth serait « un très vieux chant des vieilles Hébrides ».

## Contenu
« Tha mi sgìth 's mi leam fhìn » est parfois traduit par « Je suis fatiguée d’être tous les jours dans les saintes collines », mais la traduction mot-à-mot signifie « Je suis fatigué(e) et je suis avec moi-même » (tout seul).
Il existe de nombreuses variantes de l'histoire liée à cette chanson, mais sa version principale raconte l’histoire d’une jeune fille partie cueillir des fougères sur une colline et qui rencontre une fée. Elles tombent amoureuses l’une de l’autre. Découvrant la relation entretenue par la jeune fille et craignant qu’une telle liaison ne soit dangereuse, sa famille la consigne à la maison et lui interdit de retourner couper des fougères. La chanson est supposée être chantée par la fée au cœur brisé. Elle est principalement chantée, y compris par les hommes, pour se divertir lors des corvées.
On remarquera qu'au contraire, d'après les explications de Learngaelic (financé par le Bòrd na Gàidhlig) et Beag air bheag (BBC), des sites écossais consacrés à l'apprentissage du gaélique écossais, la fée en question est un être masculin, même si les paroles que ces deux sources proposent ne permettent pas, elles non plus, d'établir ni le sexe de la fée, ni même sa nature féérique.
Tobar an dulchais dispose de deux enregistrements dont certains des couplets proposés sont différents de ceux donnés sur les sites de Learngaelic et de Beag air bheag. Dans le premier cas, il s'agirait d'une « chanson d'amour chantée par un homme: il est fatigué chaque jour, de récolter les fougères, et aimerait que sa fiancée se joigne à lui ». Dans le deuxième cas, il s'agirait du « chant ayant trait à l'histoire d'une fille qui avait un leannan-sìth [littéralement un amoureux-fée]. Il l'aidait à récolter les fougères. Ses frères l'emmenèrent et la cachèrent. Le leannan-sìth est resté seul à travailler ». 
Un troisième enregistrement, moins intéressant du point de vue du récit, présente une approximation phonétique des paroles gaéliques du refrain, suivie de sa version scots.

### Contexte
Les fougères étaient utilisées en été comme litière pour les bovins ou comme palette de fortune pour dormir. Dans certains endroits les fougères, mélangées à du fumier ou du maïs, étaient utilisées dans la confection des toits de maison. Brûlées, les fougères fournissaient également en se consumant un mélange alcalin utilisé dans le blanchiment. 
La collecte de fougères, tombée dans la sphère domestique, était traditionnellement un travail réservé aux femmes et souvent réalisé par des jeunes femmes. Elles n’avaient pas la tâche facile. Toujours courbées pour les couper, il fallait ensuite récolter les coupes pour en faire de grandes balles, lourdes et encombrantes, qu’il fallait ramener jusqu’au domicile. 

## Caractéristiques musicales
Tha mi sgìth s'inscrit dans la musique écossaise avec sa gamme pentatonique de cinq notes sans tierce (ni sixte). C'est un reel souvent joué au fiddle (violon irlandais) dans les Highlands. On trouve des similarités avec la jig Drummond Castle (figurant dans le recueil de danses de salon à l’usage du Duc de Perth). La chanson associée à la mélodie est originaire des Hébrides. La mélodie de cette chanson est très ancienne et est traditionnellement utilisée comme une berceuse pour aller avec le sens du texte. Cependant, elle est souvent « chantée en yaourt » (en:Puirt à beul ou òran-luaidh) au Cap-Breton en Nouvelle-Écosse. Ce style est un peu plus optimiste car plus rythmé et est utilisé pour accompagner les danseurs en l'absence d'instruments à disposition. En Bretagne, elle est accélérée pour en faire presque une danse, qui se rapproche de l'An-dro. Elle peut être chantée sur l'air de "Ca' the Yowes to the Knowes". 
Alan Stivell en a fait sa version sur ses arrangements, avec notamment le contrechant « traînant » et si particulier de Gabriel Yacoub dans les années 1970. Il a popularisé la chanson en Bretagne après son succès À l'Olympia.
Sìneag MacIntyre interprète la version traditionnelle célèbre.